# زرين سفلي
زرين سفلي هي قرية في مقاطعة هشترود، إيران. عدد سكان هذه القرية هو 85 في سنة 2006.